# 卡尔-埃恩弗里德·卡尔贝里
卡尔-埃恩弗里德·卡尔贝里（瑞典語：Carl-Ernfrid Carlberg，1889年2月24日—1962年1月22日），瑞典男子体操运动员。他曾获得1912年夏季奥运会体操比赛男子团体瑞典式金牌。他于1962年在斯德哥尔摩去世。